# Carlos Heitor Cony
Carlos Heitor Cony   (Rio de Janeiro, 14 de març de 1926 - Rio de Janeiro, 5 de gener de 2018) va ser un escriptor i periodista brasiler. Autor de divuit novel·les i de diverses cròniques, biografies i contes, va marcar una època com a editorialista i cronista del Correio da Manhã. Va ser columnista de la Folha de São Paulo i membre de l'Academia Brasileira de Letras.

## Obres publicades
- Quase memória. Premi Machado de Assis de l'Academia Brasileira de Letras i Prêmio Jabuti. (1996)
- Antes, o verão (1964; 1996)
- O piano e a orquestra. Premi Nestlé. (1996)
- Pessach: a travessia (1967; 1997)
- A casa do poeta trágico. Prêmio Jabuti. (1997)
- O ventre (1958; 1998)
- Matéria de memória (1962; 1998)
- Romance sem palavras (1999)
- Informação ao crucificado (1961; 1999)
- Pilatos(1974; 2001)
- A tarde da sua ausência (2003)
- O beijo da morte (2003, amb Ana Lee)
- O adiantado da hora (2006)